# Operation Phantom Thunder
Operation Phantom Thunder war eine Großoffensive zur Wiederherstellung der Ordnung und Sicherheit in Teilen des Iraks. Der Aktionsradius der al-Qaida sollte ebenfalls eingeschränkt werden. Die Operation begann am 16. Juni 2007 und schließt die folgenden Operationen mit ein: Operation Marne Torch, Operation Arrowhead Ripper, Operation Commando Eagle und Operation Alljah.
Die Operation Phantom Thunder gehört zu den größten Offensiven seit der US-Invasion im Irak. Die Operation wurde am 14. August 2007 beendet und danach von der Operation Phantom Strike fortgeführt.

## Operationen

### Operation Marne Torch
Am 16. Juni 2007 startete die Operation mit dem Decknamen Marne Torch. Das Operationsgebiet befand sich in der irakischen Provinz Babil. Die Soldaten der 2. und 3. Brigade der 3. US-Infanteriedivision sowie die 4. Brigade der 25. US-Infanteriedivision wurden mit der Durchführung der Operation beauftragt. Unterstützung erhielten die US-Soldaten von irakischen Einheiten der neuaufgestellten irakischen Armee. Die Einsätze konzentrierten sich auf die Region Arab Jabour und hatten das Ziel, das Gebiet von Terroristen und anderen Extremisten zu befreien. Die Koalitionstruppen stießen bei ihren Aufklärungseinsätzen und Hausdurchsuchungen auf Widerstand. Durch die Operation Marne Torch konnten 88 Extremisten getötet und zahlreiche Unterschlüpfe gefunden werden. Das US-Militär verlor bei dieser Teiloperation 13 Soldaten und einen OH-58 Kiowa Kampfhubschrauber. Des Weiteren kamen 3 irakische Soldaten bei der Operation ums Leben. Die Teiloperation Marne Torch wurde am 14. August 2007 abgeschlossen.

### Operation Arrowhead Ripper
Die Operation begann mit dem 18. Juni 2007. Das Operationsgebiet war die Provinz Diyala, wobei sich die Hauptkampfhandlungen auf das Gebiet um und in der Stadt Baquba beschränkten. Die Operation hatte das Ziel, die Aufständischen und die al-Qaida-Kämpfer aufzuspüren und zu bekämpfen. Seit dem Dezember 2006 lieferten sich die Koalitionskräfte und die Aufständischen heftige Kämpfe im Rahmen der US-geführten Diyala-Provinz-Kampagne. Die Operation begann mit einigen Luftschlägen gegen die Stellungen der Aufständischen. Während der ersten Tage der Operation kam es zu schweren Straßenkämpfen innerhalb der Provinzhauptstadt Baquba. Diese Teiloperation dauerte bis zum 19. August an und fügte den aufständischen Kämpfern hohe Verluste bei. Es kamen ca. 227 Kämpfer bei der Operation ums Leben. Des Weiteren konnten mehrere Waffenlager in der Region gefunden und zerstört werden. Auf Seiten der US-geführten Koalitionstruppen fielen 6 US-Soldaten und 9 irakische Soldaten.

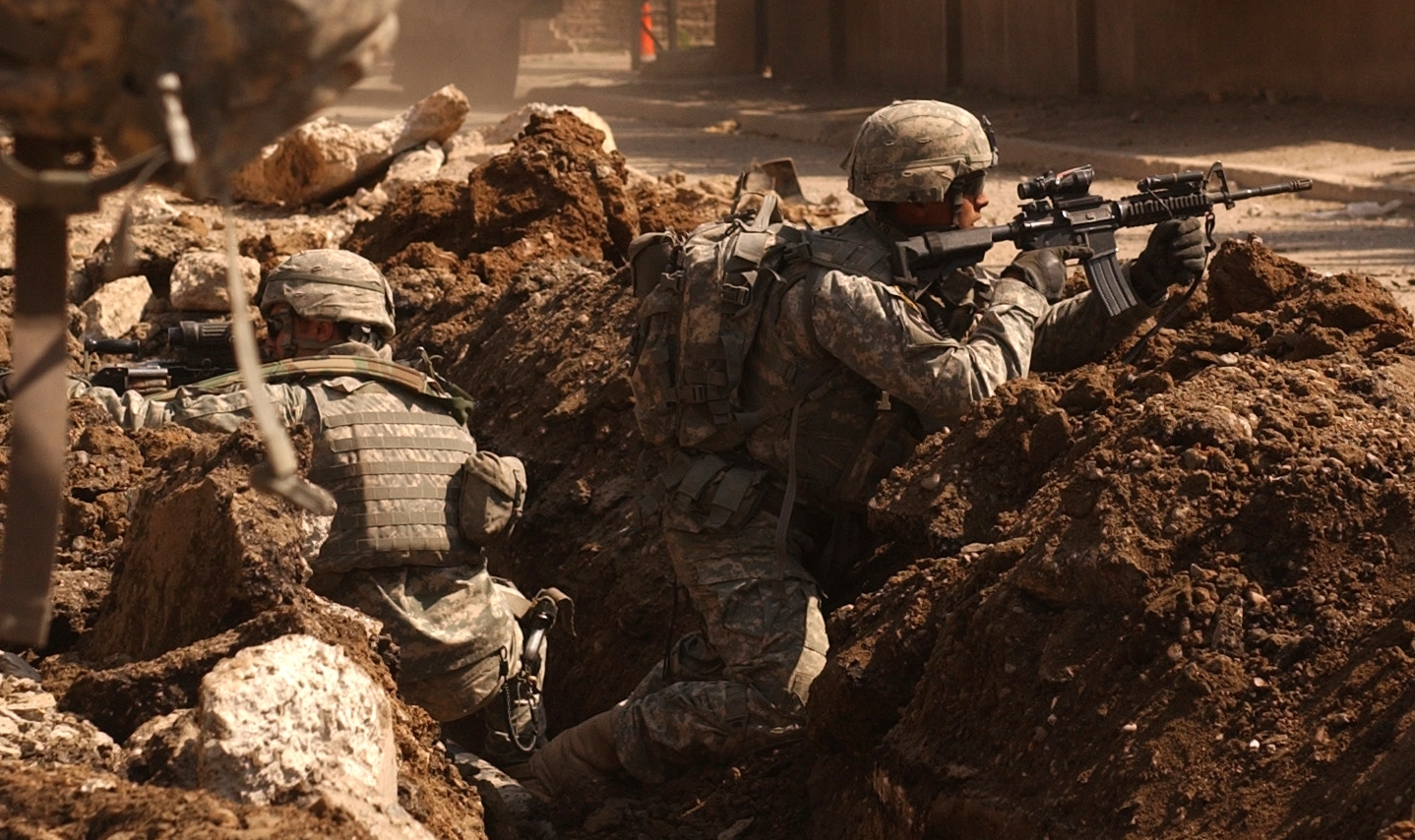
Soldaten während der Operation Alljah

## Beteiligte Truppenteile

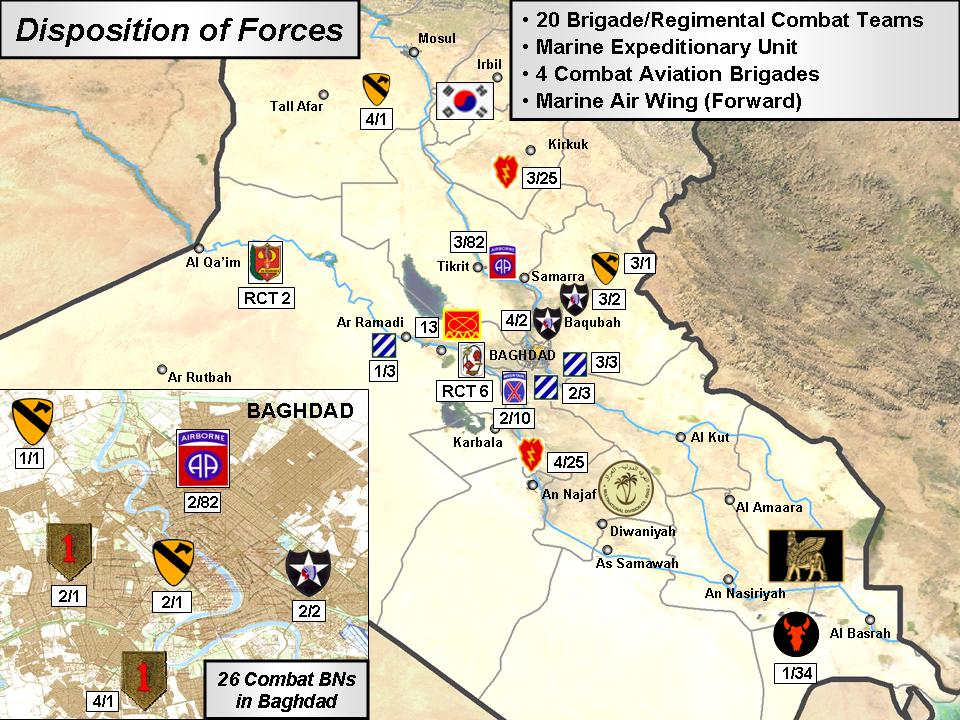
MNF-I Kräfteverteilung vor der Operation Phantom Thunder

### US-Truppen
- 2nd Infantry Division
- 3rd Infantry Division
- 25th Infantry Division
- 10th Mountain Division
- 1st Cavalry Division
- I. Marine Expeditionary Force

### Irakische Truppen
- 1. Iraqi Army Division
- 2.–5. Iraqi Army Brigade
- 1. Iraqi National Police Mechanized Brigade
- 4. Brigade, 6. Iraqi Army Division